# GHCナショナル王座
GHCナショナル王座（GHCナショナルおうざ）は、プロレスリング・ノアが管理、認定している王座。

## 歴史
2019年11月2日、プロレスリング・ノア両国国技館大会で行われた初代王座決定戦に勝利した杉浦貴が初代王者になった。
タイトルマッチの開催場所は原則「プロレスリング・ノア国内大会のみ」に限られている。
2022年10月30日、ノア有明アリーナ大会で第8代王者の船木誠勝、挑戦者の桜庭和志によるタイトルマッチは決着がKO、ギブアップ、TKOのみで場外エスケープ、サミング、金的、噛みつきはイエローカードが警告されてイエローカード3枚で反則負けになる「GHCマーシャルアーツルール」が採用された。

## 歴代王者
| 歴代   | チャンピオン                           | 戴冠回数 | 防衛回数 | 日付           | 場所                        |
| ------ | -------------------------------------- | -------- | -------- | -------------- | --------------------------- |
| 初代   | 杉浦貴                                 | 1        | 4        | 2019年11月2日  | 両国国技館                  |
| 第2代  | 中嶋勝彦                               | 1        | 2        | 2020年5月9日   | ノア特設アリーナ            |
| 第3代  | 拳王                                   | 1        | 6        | 2020年8月4日   | 後楽園ホール                |
| 第4代  | 藤田和之                               | 1        | 0        | 2021年3月21日  | 後楽園ホール                |
| 第5代  | 杉浦貴                                 | 2        | 2        | 2021年4月29日  | 名古屋国際会議場            |
| 第6代  | 望月成晃                               | 1        | 0        | 2021年10月28日 | 熊本城ホール                |
| 第7代  | 拳王                                   | 2        | 3        | 2021年11月13日 | 横浜武道館                  |
| 第8代  | 船木誠勝                               | 1        | 6        | 2022年1月22日  | 大阪府立体育会館・第2競技場 |
| 第9代  | イホ・デ・ドクトル・ワグナー・ジュニア | 1        | 6        | 2022年11月10日 | 後楽園ホール                |
| 第10代 | ジャック・モリス                       | 1        | 3        | 2023年10月28日 | 福岡国際センター            |
| 第11代 | HAYATA                                 | 1        | 0        | 2024年4月11日  | 後楽園ホール                |
| 第12代 | 佐々木憂流迦                           | 1        | 0        | 2024年7月13日  | 日本武道館                  |
| 第13代 | 征矢学                                 | 1        | 4        | 2024年9月14日  | 後楽園ホール                |
| 第14代 | 遠藤哲哉                               | 1        | 0        | 2025年1月11日  | 後楽園ホール                |
| 第15代 | 征矢学                                 | 2        | 0        | 2025年2月11日  | 後楽園ホール                |
| 第16代 | OZAWA                                  | 1        | 0        | 2025年3月2日   | 横浜武道館                  |
| 第17代 | ガレノ                                 | 1        | 3        | 2025年4月11日  | 新潟市体育館                |

## 主な記録
- 最多戴冠回数：2回 - 杉浦貴（初・第5代）、拳王（第3・7代）、征矢学（第13・15代）
- 最多連続防衛回数：6回 - 拳王（第3代）、船木誠勝（第8代）、イホ・デ・ドクトル・ワグナー・ジュニア（第9代）
- 最多通算防衛回数：9回 - 拳王
- 最長保持期間：352日 - イホ・デ・ドクトル・ワグナー・ジュニア（第9代）
- 最短保持期間：1日 - OZAWA（第16代）[4]
- デビュー最長戴冠記録：37年10か月 - 船木誠勝（第8代）
- デビュー最短戴冠記録：6か月 - 佐々木憂流迦（第12代）[5]
- 最年長戴冠記録：52歳10か月 - 船木誠勝（第8代）
- 最年少戴冠記録：23歳7か月 - ガレノ（第17代）
- 史上初世界ヘビー級王座との同時戴冠：杉浦貴（第5代）
- 史上初GHCヘビー級王座との同時戴冠：OZAWA （第16代）
- 史上初GHCタッグ王座との同時戴冠：ジャック・モリス（第10代）